# Bohumil Durdis
Bohumil Durdis (Vršovice, 1º marzo 1903 – Copenaghen, 16 marzo 1983) è stato un sollevatore cecoslovacco.

## Palmarès

### Olimpiadi
- Bronzo a Parigi 1924 nei pesi leggeri.

### Mondiali
- Bronzo a Vienna 1923 nei pesi leggeri.